# Медаль Рёблинга
Медаль Рёблинга (англ. Roebling Medal) — высшая научная награда Минералогического общества Америки (англ. Mineralogical Society of America) за выдающиеся достижения в области изучения минералогии. Награда была учреждена в 1937 году в честь американского полковника Вашингтона Рёблинга, инженера и коллекционера минералов.

## Список награждённых
- 1937 – Charles Palache[англ.]
- 1938 – Waldemar Theodore Schaller[нем.]
- 1940 – Леонард Спенсер
- 1941 – Esper S. Larsen[нем.]
- 1945 – Edward Henry Kraus[англ.]
- 1946 – Clarence S. Ross
- 1947 – Пауль Ниггли
- 1948 – Уильям Лоренс Брэгг
- 1949 – Herbert E. Merwin[нем.]
- 1950 – Норман Леви Боуэн
- 1952 – Frederick Eugene Wright[англ.]
- 1953 – William F. Foshag[англ.]
- 1954 – Сесил Эдгар Тилли
- 1955 – Alexander Newton Winchell[нем.]
- 1956 – Arthur Francis Buddington[англ.]
- 1957 – Walter F. Hunt
- 1958 – Martin Julian Buerger[англ.]
- 1959 – Феликс Мачацки
- 1960 – Thomas Barth
- 1961 – Paul Ramdohr[англ.]
- 1962 – John W. Gruner[нем.]
- 1963 – Джон Фрэнк Шерер[англ.]
- 1964 – Клиффорд Фрондел
- 1965 – Adolf Pabst[англ.]
- 1966 – Max Hutchinson Hey[нем.]
- 1967 – Лайнус Карл Полинг
- 1968 – Tei-ichi Ito[яп.]
- 1969 – Фриц Лавес
- 1970 – George William Brindley[нем.]
- 1971 – Joseph Desire Hubert Donnay
- 1972 – Elburt F. Osborn
- 1973 – George Tunell
- 1974 – Ralph Early Grim[англ.]
- 1975 – Майкл Фляйшер
- 1975 – Фрэнк Орвилл Таттл
- 1976 – Carl Wilhelm Correns[нем.]
- 1977 – Raimond Castaing[нем.]
- 1978 – James Burleigh Thompson[нем.]
- 1979 – W. H. Taylor
- 1980 – Дмитрий Сергеевич Коржинский
- 1981 – Robert M. Garrels[англ.]
- 1982 – Joseph V. Smith
- 1983 – Hans P. Eugster[нем.]
- 1984 – Paul B. Barton Jr.
- 1985 – Francis John Turner[нем.]
- 1986 – Edwin Roedder
- 1987 – Gerald V. Gibbs
- 1988 – Julian Goldsmith[англ.]
- 1989 – Helen Megaw[англ.]
- 1990 – Sturges W. Bailey[нем.]
- 1991 – E-An Zen[англ.]
- 1992 – Hatten Yoder[англ.]
- 1993 – Brian Harold Mason[англ.]
- 1994 – William A. Bassett[нем.]
- 1995 – Уильям Сефтон Файф
- 1996 – Donald H. Lindsley[нем.]
- 1997 – Ian S. E. Carmichael[нем.]
- 1998 – C. Wayne Burnham
- 1999 – Ikuo Kushiro[нем.]
- 2000 – Robert C. Reynolds Jr.
- 2001 – Peter John Wyllie
- 2002 – Werner F. Schreyer[англ.]
- 2003 – Charles T. Prewitt
- 2004 – Francis R. Boyd
- 2005 – Ho-Kwang Mao[англ.]
- 2006 – W. Gary Ernst[нем.]
- 2007 – Gordon E. Brown Jr.
- 2008 – Bernard W. Evans
- 2009 – Александра Навроцки
- 2010 – Robert C. Newton
- 2011 – Juhn G. Liou
- 2012 – Harry W. Green, II
- 2013 – Фрэнк Кристофер Хоторн
- 2014 – Bernard J. Wood[англ.]
- 2015 – Rodney C. Ewing[англ.]
- 2016 – Роберт Хейзен
- 2017 – Эдвард Столпер
- 2018 - E. Bruce Watson[англ.]